# Орден Большой звезды Черногории
Орден Большой звезды Черногории (серб. Орден Црногорске велике звијезде) — орден Черногории, учреждённый 5 мая 2005 года, с принятием закона «О государственных наградах и званиях». Вручается президентом страны.
Присуждается за особые заслуги в развитии и укреплении сотрудничества и дружественных отношений между Республикой Черногория и другими странами и международными организациями, а также за вклад в повышение международного имиджа Черногории.

## Известные кавалеры
- Джозеф Байден (2018)[4]
- Мирослав Лайчак (2016)[4]
- Рания аль-Абдулла[4]
- Мухаммад ибн Заид Аль Нахайян (2013)[4]
- Зоран Джинджич (2015, посмертно)[4][5]
- Ричард Склар (бывший посол США в Черногории)[4]